# 布希湖
13°27′N 123°31′E / 13.450°N 123.517°E
布希湖是菲律賓的湖泊，由南甘馬粦省負責管轄，面積18平方公里，海拔高度120米，平均水深8米，最大水深12米。2007年9月22日，該湖大量魚類死亡，嚴重威脅當地漁民生計。

## 外部連結
- Lake Buhi, Bicol’s hidden jewel